# قلعه‌سنگی (کوهرنگ)
قلعه سنگ (کوهرنگ) روستایی از توابع بخش مرکزی شهرستان کوهرنگ در استان چهارمحال و بختیاری ایران است.

## جمعیت
این روستا در دهستان دشت زرین قرار دارد و براساس سرشماری مرکز آمار ایران در سال ۱۳۸۵، جمعیت آن ۱۳۵ نفر (۲۵خانوار) بوده‌است.